# Miodrag Ješić
Miodrag Ješić (cyrillique : Миодраг Јешић), né le 30 novembre 1958 à Osečenica (Yougoslavie) et mort le 8 décembre 2022 à Ruma (Serbie), est un joueur et entraîneur de football serbe.

## Carrière

### Joueur
Né à Osečenica, Miodrag Ješić a joué pour le Partizan Belgrade entre 1974 et 1985. Pour l'équipe de Yougoslavie de football, il joue 8 matchs et marque 2 buts. Entre 1985 et 1989, il joue pour l'Altay SK, et poursuit sa carrière à Trabzonspor en 1989-90 avant de repasser au Partizan Belgrade, puis de terminer sa carrière à l'Altay SK.

### Entraîneur
En tant qu'entraîneur, Miodrag Ješić a commencé sa carrière aux Obilić Belgrade en 1994, et a contrôlé plusieurs autres équipes serbes, dont l'OFK Belgrade et le Partizan Belgrade, dont l'équipe, sous sa houlette, a marqué 111 buts sur une seule saison. Entraîneur du club tunisien de Sfax en 2000-01, il gagne la Ligue des Champions arabes. Il était à la barre du club turc Altay SK en 2002 et puis en Bulgarie en 2002 avec le Slavia Sofia et puis en Irak au Pegah Gilan FC. Il devient ensuite l'entraîneur du CSKA Sofia. Au cours de cette période, il est champion de Bulgarie et enregistre une victoire sur Liverpool en Ligue des champions durant les poule, et bat le Bayer Leverkusen pour la coupe de l'UEFA. Cependant, Ješić est renvoyé en 2006. En mai 2006 il devient l'entraîneur de Partizan belgrade, pour la deuxième fois dans sa carrière d'entraîneur. Mais il est démis de ses fonctions en janvier 2007. De novembre 2007 à mai 2008, il entraîne le Litex Lovech. En juin 2008, il signe un contrat professionnel d'un an pour entraîner le CS Otopeni.
En janvier 2013, il est nommé entraineur du FK CSKA Sofia. Le mois suivant, il est limogé.